# Юэцзян
Юэцзя́н (кит. упр. 悦江, пиньинь Yuèjiāng) — район городского подчинения городского округа Тунлин провинции Аньхой (КНР).

## История
В 1956 году Тунгуаньшаньский горнодобывающий район (铜官山矿区) уезда Тунлин был выделен в отдельный город Тунгуаньшань (铜官山市), подчинённый напрямую властям провинции Аньхой. В 1958 году город Тунгуаншань и уезд Тунлин были объединены в город Тунлин (铜陵市) провинциального подчинения, но в 1959 году город и уезд были разделены вновь. В 1964 году город Тунлин был преобразован в Особый район Тунлин (铜陵特区), по-прежнему напрямую подчинённый властям провинции Аньхой. В 1971 году в Особом районе Тунлин были созданы район Туншань (铜山区) и Пригородный район (郊区). В 1972 году Особый район Тунлин был опять преобразован в город Тунлин провинциального подчинения.
В 1987 году район Туншань был присоединён к Пригородному району.
В 2019 году Пригородный район был переименован в район Юэцзян.

## Административное деление
Район делится на 3 уличных комитета, 2 посёлка и 1 волость. По историческим причинам в состав района Юэцзян входит ряд анклавов в соседних районах, уездах и городских округах.